# Jüdischer Friedhof (Watzenborn-Steinberg)

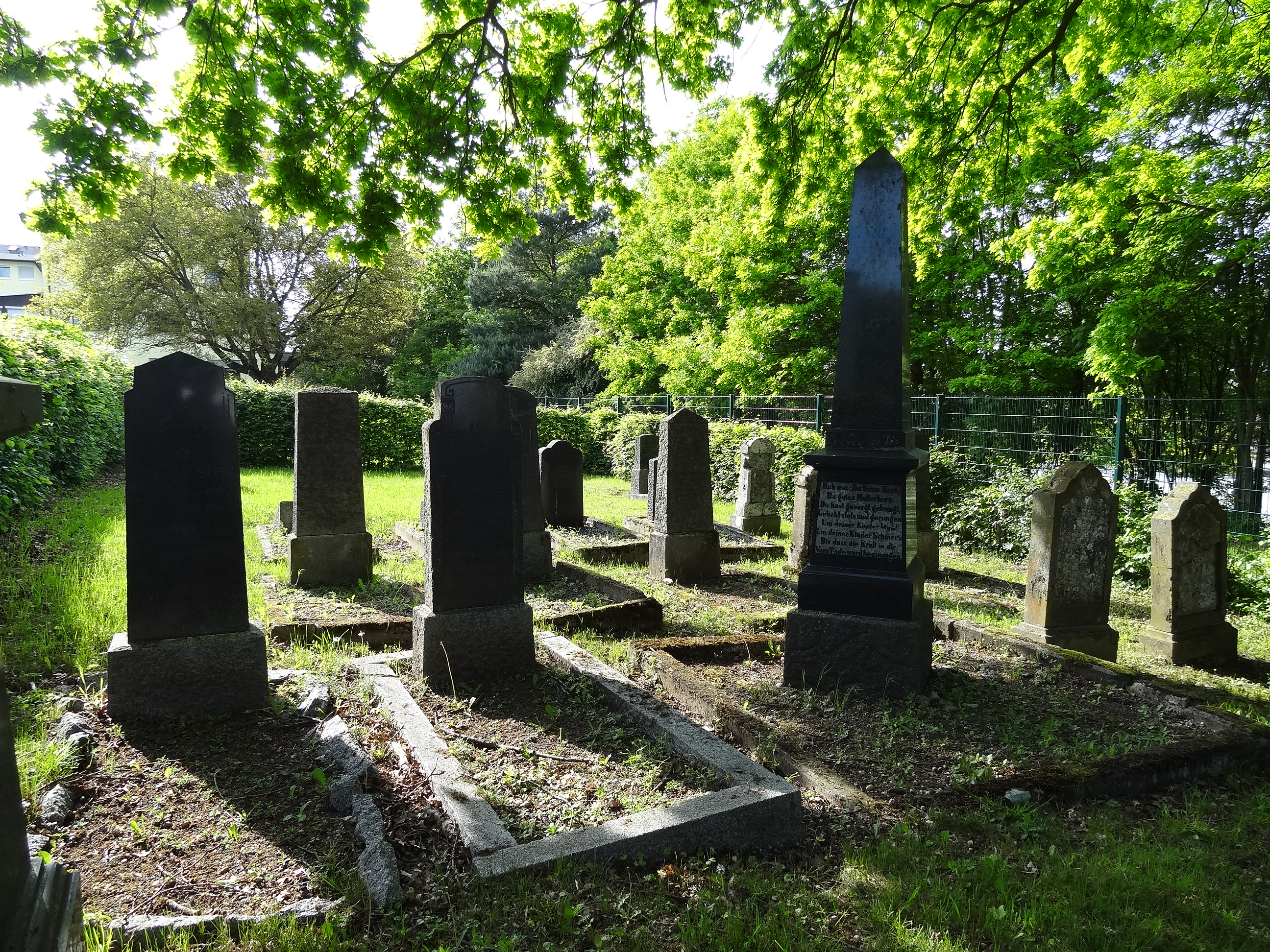
Jüdischer Friedhof Watzenborn-Steinberg

Der jüdische Friedhof Watzenborn-Steinberg in Watzenborn-Steinberg, einem Ortsteil der Gemeinde Pohlheim, liegt im mittelhessischen Landkreis Gießen südöstlich der Universitätsstadt Gießen in Hessen. Er befindet sich im Osten der Ortslage von Watzenborn-Steinberg auf einer kleinen Fläche zwischen dem Kindergarten und der Adolf-Reichwein-Schule und ist über die Straße Neue Mitte (Landesstraße 3129) erreichbar.

## Beschreibung
Der jüdische Friedhof Watzenborn-Steinberg wurde im Jahr 1887 angelegt und hatte ursprünglich eine kleine Fläche von 2,00 Ar, welche auf eine Fläche von 4,13 Ar vergrößert wurde und heute wieder auf 2,00 Ar reduziert ist. Er diente der jüdischen Gemeinde als Begräbnisstätte und löste den jüdischen Friedhof in Großen-Linden ab, auf dem zuvor die verstorbenen jüdischen Einwohner beerdigt wurden. Durch Verhandlungen zwischen dem Gemeinderat von Watzenborn-Steinberg und der Reichsvereinigung der Juden in Deutschland im Jahr 1943/1944 sollte das Grundstück für ein Gebot vom Gemeinderat für lediglich 30 Reichsmark verkauft werden. Im Jahr 1953 wurden für den Friedhof in einer Statistik 23 Grabsteine, davon 17 unbeschädigte Grabsteine, aufgezeichnet, bei drei Grabsteinen fehlte die Namenstafel und drei waren umgefallen und zerbrochen. Im Jahr 1957 wurden bis auf zwei Grabsteine alle anderen bei einer Schändung umgeworfen.
Das Areal des Friedhofs besteht aus einer kleinen rechteckigen Fläche mit einzelnen hohen Bäumen und ist mit einer umlaufenden Hecke abgegrenzt. Der Zugang zum Friedhof ist durch ein Tor aus Holz in der Hecke möglich.
Die Friedhofsfläche umfasst 2,00 Ar und ist im Denkmalverzeichnis des Landesamts für Denkmalpflege Hessen als Kulturdenkmal und mit dem Gedenkstein als Objekt einer Gesamtanlage aus geschichtlichen Gründen eingetragen.

## Gedenkstein
Am Volkstrauertag im Jahr 1963 wurde ein Gedenkstein auf dem Friedhof aufgestellt. Er listet 14 Namen von jüdischen Einwohnern aus Watzenborn-Steinberg auf, die durch den nationalsozialistischen Terror gestorben sind.

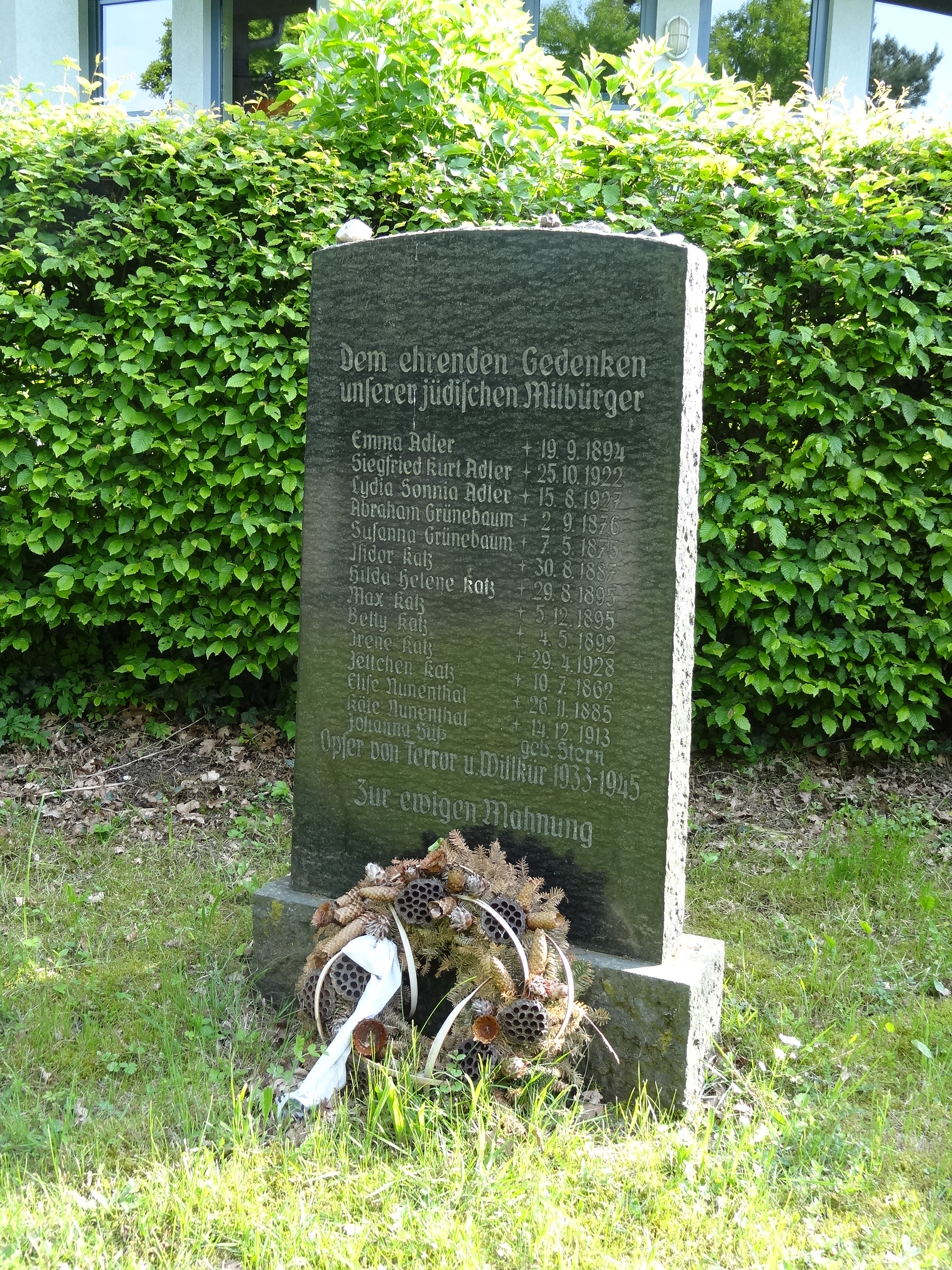
Gedenkstein auf dem jüdischen Friedhof